# Thure Sjöstedt
Thure Sjöstedt   (28 d'agost de 1903 - Malmö S:t Pauli församling, 2 de maig de 1956) va ser un lluitador suec, que destacà sobretot en lluita lliure, però que també practicà la lluita grecoromana, que va competir durant les dècades de 1920 i 1930.
El 1928 va prendre part en els Jocs Olímpics d'Amsterdam, on guanyà la medalla d'or en la competició del pes semipesant del programa de lluita lliure. Quatre anys més tard, als Jocs de Los Angeles, guanyà la medalla de plata en la mateixa prova.
En el seu palmarès també destaca el Campionat d'Europa de lluita lliure del pes pesant de 1934 i la de plata en el de pes semipesant de lluita grecoromana de 1927. Després dels Jocs de 1932 va lluitar professionalment als Estats Units juntament amb el seu compatriota Johan Richthoff.